# Queen's Club Championships 1972
I Queen's Club Championships 1972 sono stati un torneo di tennis giocato sull'erba. È stata l'82ª edizione dei Queen's Club Championships e faceva parte del Commercial Union Assurance Grand Prix 1972 e dei tornei di tennis femminili indipendenti nel 1972. Si è giocato al Queen's Club di Londra in Inghilterra, dal 19 al 24 giugno 1972.

## Campioni

### Singolare maschile
Jimmy Connors ha battuto in finale  John Paish con il punteggio di 6–2, 6–3.

### Singolare femminile
Chris Evert ha battuto in finale  Karen Krantzcke con il punteggio di 6–4, 6–0.

### Doppio maschile
Jim McManus /  Jim Osborne hanno battuto in finale  Jürgen Fassbender /  Karl Meiler con il punteggio di 4–6, 6–3, 7–5.

### Doppio femminile
Billie Jean King /  Rosie Casals hanno battuto in finale  Brenda Kirk /  Pat Walkden con il punteggio di 5–7, 6–0, 6–2.